# Third (album de Portishead)
Pour les articles homonymes, voir Third (album de Soft Machine) et Third Album.
Albums de Portishead
Roseland NYC Live
Third est le troisième album du groupe britannique de trip hop Portishead, sorti le 28 avril 2008 sur le label Island Records.

## Historique
Cet album entièrement composé par Geoff Barrow, Beth Gibbons, et Adrian Utley est seulement le troisième du groupe de Bristol, publié plus de dix ans après leur précédent album Roseland NYC Live. Annoncé à plusieurs reprises, puis reporté, Third a été l'un des albums les plus attendus de la décennie.
Dès sa sortie, ce nouvel opus a été salué comme un magnifique renouveau du groupe. Album radical dans son approche artistique, les membres du groupe ont préféré s'orienter vers une musique moins facile d'approche qui délaisse en partie ses racines trip hop pour explorer de nouveaux horizons musicaux, parfois à la limite de l'expérimental et du « bruit blanc » (comme sur le titre Machine Gun), du krautrock, et de la musique folk,. Ainsi, Thom Yorke, le leader de Radiohead, considère que cet album est le meilleur du groupe anglais. Des commentaires négatifs ont toutefois été émis sur ce dernier album qui s'éloigne volontairement des précédentes productions du groupe et a pu dérouter certains.

## Liste des titres
| No  | Titre       | Durée |
| --- | ----------- | ----- |
| 1.  | Silence     | 4:59  |
| 2.  | Hunter      | 3:57  |
| 3.  | Nylon Smile | 3:16  |
| 4.  | The Rip     | 4:30  |
| 5.  | Plastic     | 3:27  |
| 6.  | We Carry On | 6:27  |
| 7.  | Deep Water  | 1:39  |
| 8.  | Machine Gun | 4:43  |
| 9.  | Small       | 6:45  |
| 10. | Magic Doors | 3:32  |
| 11. | Threads     | 5:47  |